# Pelym
Il Pelym ((in russo Пелым?, anche conosciuto come Bol'šoj Pelym, grande Pelym) è un fiume della Russia siberiana occidentale (Oblast' di Sverdlovsk), affluente di sinistra della Tavda nel bacino dell'Irtyš.

## Descrizione
Nasce dal versante orientale della catena dei monti Urali, nella sezione degli Urali settentrionali, dirigendosi verso nord nella loro zona pedemontana. Curva dopo alcune decine di chilometri, prendendo direzione sudorientale ed entrando nel bassopiano siberiano occidentale, dove scorre per tutto il resto del corso, attraversando le vaste zone paludose pressoché spopolate e coperte dalla taiga dei distretti di Ivdel' e degli insediamenti di Gari e Pelym. Il fiume ha una lunghezza di 707 km, il suo bacino è di 15 200 km². Sfocia nella Tavda a 606 km dalla foce. Il suo maggior affluente è il Bol'šoj Ous, proveniente dalla destra idrografica.
Il Pelym è gelato, mediamente, da ottobre alla fine di aprile. Negli altri mesi, è navigabile per 245 km a monte della foce fino al villaggio di Portach.